# Wereldkampioenschappen shorttrack junioren 2020
Het wereldkampioenschappen shorttrack voor junioren 2020 vond van 31 januari tot en met 2 februari 2020 plaats in het Palazzo del ghiaccio in het Noord-Italiaanse Bormio.
Net als in 2019 werd er geen allroundklassement meer opgesteld. Er waren titels te verdelen op de 500, 1000, 1500 meter en de aflossing (relay).

## Deelnemers

### België
| Vrouwen          | Mannen            |
| ---------------- | ----------------- |
| Nienke Schepers  | Adriaan Dewagtere |
|                  | Enzo Proost       |
| Leander Schepers |                   |
| Warre Van Damme  |                   |

### Nederland
| Vrouwen           | Mannen           |
| ----------------- | ---------------- |
| Georgie Dalrymple | Teun Boer        |
| Anne Floor Otter  | Hugo Bosma       |
| Xandra Velzeboer  | Niels Kingma     |
| Marijn Wiersma    | Jens van 't Wout |

## Medailles

### Mannen
| Onderdeel       | Goud                                                             | Goud                                                             | Zilver                                                                                | Zilver                                                                                | Brons                                                  | Brons                                                  |
| --------------- | ---------------------------------------------------------------- | ---------------------------------------------------------------- | ------------------------------------------------------------------------------------- | ------------------------------------------------------------------------------------- | ------------------------------------------------------ | ------------------------------------------------------ |
| 500m            | Leo Jeong-min                                                    | KOR                                                              | Vladimir Balbekov                                                                     | RUS                                                                                   | Sun Long                                               | CHN                                                    |
| 1000m           | Sun Long                                                         | CHN                                                              | Ahn Hyun-jun                                                                          | KOR                                                                                   | Vladimir Balbekov                                      | RUS                                                    |
| 1500m           | Kim Tae-sung                                                     | KOR                                                              | Ahn Hyun-jun                                                                          | KOR                                                                                   | Zhang Tianyi                                           | CHN                                                    |
| 3000m Aflossing | Zuid-Korea Ahn Hyun-jun Jang Sung-woo Kim Tae-sung Lee Jeong-min | Zuid-Korea Ahn Hyun-jun Jang Sung-woo Kim Tae-sung Lee Jeong-min | Rusland Vladimir Balbekov Konstantin Ivlijev Vjatsjeslav Karpov Daniil Krasnokoetskii | Rusland Vladimir Balbekov Konstantin Ivlijev Vjatsjeslav Karpov Daniil Krasnokoetskii | Japan Ibuki Hayashi Ota Ishii Shogo Miyata Takumi Wada | Japan Ibuki Hayashi Ota Ishii Shogo Miyata Takumi Wada |

### Vrouwen
| Onderdeel       | Goud                                                                         | Goud                                                                         | Zilver                                                                       | Zilver                                                                       | Brons                                                              | Brons                                                              |
| --------------- | ---------------------------------------------------------------------------- | ---------------------------------------------------------------------------- | ---------------------------------------------------------------------------- | ---------------------------------------------------------------------------- | ------------------------------------------------------------------ | ------------------------------------------------------------------ |
| 500m            | Xandra Velzeboer                                                             | NED                                                                          | Florence Brunelle                                                            | CAN                                                                          | Corinne Stoddard                                                   | USA                                                                |
| 1000m           | Kim Gil-li                                                                   | KOR                                                                          | Corinne Stoddard                                                             | USA                                                                          | Anna Matveeva                                                      | RUS                                                                |
| 1500m           | Kim Geon-hee                                                                 | KOR                                                                          | Florence Brunelle                                                            | CAN                                                                          | Li Xuan                                                            | CHN                                                                |
| 3000m Aflossing | Nederland Georgie Dalrymple Anne Floor Otter Xandra Velzeboer Marijn Wiersma | Nederland Georgie Dalrymple Anne Floor Otter Xandra Velzeboer Marijn Wiersma | Rusland Joelia Beresneva Sofia Boitsova Daria Krasnokoetskaja Anna Matvejeva | Rusland Joelia Beresneva Sofia Boitsova Daria Krasnokoetskaja Anna Matvejeva | Italië Chiara Betti Elisa Confortola Viola De Piazza Katia Filippi | Italië Chiara Betti Elisa Confortola Viola De Piazza Katia Filippi |

### Medailleklassement
| Plaats | Land             | Goud | Zilver | Brons | Totaal |
| 1      | Zuid-Korea       | 5    | 2      | 0     | 7      |
| 2      | Nederland        | 2    | 0      | 0     | 2      |
| 3      | China            | 1    | 0      | 3     | 4      |
| 4      | Rusland          | 0    | 3      | 2     | 5      |
| 5      | Canada           | 0    | 2      | 0     | 2      |
| 6      | Verenigde Staten | 0    | 1      | 1     | 2      |
| 7      | Italië           | 0    | 0      | 1     | 1      |
| 7      | Japan            | 0    | 0      | 1     | 1      |
| Totaal | Totaal           | 8    | 8      | 8     | 24     |

Wereldkampioenschap shorttrack (individueel)

Champaign 1976 · 
Grenoble 1977 · 
Solihull 1978 · 
Quebec 1979 · 
Milaan 1980 · 
Meudon 1981 · 
Moncton 1982 · 
Tokio 1983 · 
Peterborough 1984 · 
Amsterdam 1985 · 
Chamonix 1986 · 
Montreal 1987 · 
St. Louis 1988 · 
Solihull 1989 · 
Amsterdam 1990 · 
Sydney 1991 · 
Denver 1992 · 
Peking 1993 · 
Guildford 1994 · 
Gjövik 1995 · 
Den Haag 1996 · 
Nagano 1997 · 
Wenen 1998 · 
Sofia 1999 · 
Sheffield 2000 · 
Jeonju 2001 · 
Montreal 2002 · 
Polen 2003 · 
Göteborg 2004 · 
Peking 2005 · 
Minneapolis 2006 · 
Milaan 2007 · 
Gangneung 2008 · 
Wenen 2009 · 
Sofia 2010 · 
Sheffield 2011 · 
Shanghai 2012 · 
Debrecen 2013 · 
Montreal 2014 · 
Moskou 2015 · 
Seoel 2016 · 
Rotterdam 2017 · 
Montreal 2018 ·
Sofia 2019 ·
Seoel 2020 ·
Dordrecht 2021 ·
Montreal 2022 ·
Seoel 2023 ·
Rotterdam 2024 ·
Peking 2025
Wereldkampioenschap shorttrack (teams)

Seoul 1991 · 
Nobeyama 1992 · 
Boedapest 1993 · 
Cambridge 1994 · 
Zoetermeer 1995 · 
Lake Placid 1996 · 
Seoel 1997 · 
Bormio 1998 · 
St. Louis 1999 · 
Den Haag 2000 · 
Nobeyama 2001 · 
Milwaukee 2002 · 
Boedapest 2003 · 
Sint-Petersburg 2004 · 
Chuncheon 2005 · 
Montreal 2006 · 
Boedapest 2007 · 
Harbin 2008 · 
Heerenveen 2009 · 
Bormio 2010 · 
Warschau 2011
Wereldkampioenschappen shorttrack junioren

Seoel 1994 ·
Calgary 1995 ·
Courmayeur 1996 ·
Marquette 1997 ·
Saint Louis 1998 ·
Montreal 1999 ·
Székesfehérvár 2000 ·
Warschau 2001 ·
Chuncheon 2002 ·
Boedapest 2003 ·
Peking 2004 ·
Belgrado 2005 ·
Miercurea Ciuc 2006 ·
Mladá Boleslav 2007 ·
Bozen 2008 ·
Sherbrooke 2009 ·
Taipei 2010 ·
Courmayeur 2011 ·
Melbourne 2012 ·
Warschau 2013 ·
Erzurum 2014 ·
Osaka 2015 ·
Sofia 2016 ·
Innsbruck 2017 ·
Tomaszów Mazowiecki 2018 ·
Montreal 2019 ·
Bormio 2020 ·
Salt Lake City 2021 ·
Gdańsk 2022 ·
Dresden 2023 ·
Gdańsk 2024 ·
Calgary 2025